# Telenovela
Telenovela (španjolski telenovela znači teleroman - na portugalskom jeziku „novela“, u pojedinim državama i „teleseria“) je specijalizirana forma sapunice koja potječe iz Latinske Amerike. Od 80-ih godina 20. stoljeća postale su popularne i u drugim krajevima svijeta - posebno u Istočnoj i Jugoistočnoj Europi, Sjevernoj Africi, Kini i SAD-u.

## Povijest
Telenovele potječu s predrevolucionarne Kube još od prije početka radijske ere. Tamo su radnice u tvornicama cigara tijekom posla slušale čitanje romana. Nastavci su se nizali od jednog radnog dana do sljedećeg. Romane je radnicama čitala nadzornica. Ta tradicija se i dan danas njeguje. Na Kubi je 1930. prvi put jedan roman prerađen u "radionovelu" i emitiran je na istom. U 19. stoljeću epizodni romani su bili poznati i popularni među čitateljima u Europi. Djela Alexandrea Dumasa i Charlesa Dickensa su prvobitno izlazila u dnevnim novinama i časopisima. Za svaki novi broj je napisan jedan nastavak. Ako bi roman oduševio čitatelje, onda bi ga pisac mogao produžiti i time zaraditi veći honorar.
U 50-im godinama 20. stoljeća otkriven je epizodni roman za televiziju - "telenovela". Prva datira iz 1950.-e, a riječ je o "Tvoj život pripada meni" (Sua vida me pertence) u brazilsko-kubansko-meksičkoj koprodukciji. Telenovela se emitirala dva puta tjedno. Uslijedile su "Putevi ljubavi" (Senderos de Amor, Kuba, 1951.) i "Anđeli s ulice" (Angeles de la calle, Meksiko, 1951.) koje su se emitirale jednom tjedno. "Zabranjeni put" (Senda Prohibida), redateljice Fernande Villeli, je bila prva telenovela koja se emitirala tjednim ritmom (1957. – 1958.). Telenovele se danas proizvode u Meksiku, Brazilu, Argentini, Venezueli, Kolumbiji, Čileu i ostalim zemljama.
Telenovele iz Južne Amerike prvo su stigle u Španjolsku, Portugal i Italiju, onda u države bivšeg Sovjetskog Saveza, do bivše Jugoslavije, Sjevernu Afriku, pa sve do daleke Kine. Jedna od najuspješnijih telenovela svih vremena je Brazilska "Robinja Isaura" (Escrava Isaura, Rede Globo) koja je prodana u 95 država svijeta. To je bila prva televizijska emisija na kineskoj televiziji u kojoj je glavni lik bila strankinja: 450 milijuna Kineza je pratilo svakodnevno muke bijele robinje Isaure. Za glavnu ulogu u telenoveli, glumica Lucelia Santos je nagrađena nagradom "Zlatni orao" u Kini. U Poljskoj je ta telenovela do dana današnjeg najgledanija emisija svih vremena ikad emitirana. Prosječna gledanost je bila 81 %, a povremeno je dostigla čak 92 %. Ruska televizija je emitirala meksičku telenovelu "I bogati plaču" (Los ricos tambien lloran) koju je dnevno pratila oko 110 milijuna gledatelja.
Venezuelanska telenovela "Kassandra" je ušla čak i u Guinessovu knjigu rekorda kao venezuelanska produkcija prodana u čak 128 država svijeta. Bila je to prva telenovela emitirana u Japanu.Peruanska serija Madrugada je bila među prvim serijama snimljenih 1999. godine i gledala se prvo u zemlji u kojoj je nastala. U Meksiku je pak primjerice 1986. godine nestalo struje u čitavoj državi dok je emitirana posljednja epizoda telenovele "Vučja kolijevka" (Cuna de Lobos). Isti slučaj se skoro ponovio 2007. godine u Brazilu kad je bila prikazivana posljednja epizoda telenovele "Tropski raj" (Paraiso Tropical).

## Razlike između telenovele i sapunice
Često se miješaju termini "telenovela" i "sapunica", iako se zapravo radi o dva različita žanra. U Hrvatskoj se sve češće koristi riječ "sapunica" kada se zapravo misli na "telenovelu".

### Telenovela
Događanja klasične telenovele se prikazuju iz perspektive (najčešće ženskog) glavnog lika (protagonistice). Sve češće se proizvode telenovele s muškim glavnim likom ili s tinejdžerskim glavnim junacima i temama koje privlače šire gledateljstvo.
Kod telenovela se kao i kod sapunica dnevno emitira jedna epizoda. Također se koristi koncept "cliffhangera", te epizode obično završavaju s dramatičnim događajem čiji ishod ostaje nejasan. To služi da se gledatelji ponovno uključe u novu epizodu. Za razliku od sapunice, telenovela ima definiran kraj: obično traje između četiri mjeseca do najduže godinu dana (80-250 epizoda), naravno sve zavisi od radnje i uspjeha kod publike.
Telenovele se zasnivaju na zaokruženoj radnji. Svaki sporedni lik je na ovaj ili onaj način spojen s jednim od glavnih likova – samim tim i sporedne radnje s glavnom radnjom. Tako se omogućava tzv. "multiplot" (konstruiranje i praćenje više priča paralelno).
Za telenovele je tzv. "melos u drami" jako karakterističan. Pored izgovorenog, adekvatna mimika i gestikulacija potkrepljuje dramatične situacije. Duboke emocije, koje mimika ne može izjasniti, se pojačavaju kroz prateću glazbu.

### Sapunica
Sapunica prati niz potpuno nezavisnih sudbina istom pažnjom na neodređeno vrijeme (npr. "Naši najbolji dani", "Strasti", "Sunset Beach" itd.). Zbog neograničenosti trajanja glumačka postava se neprestano mjenja. Sapunica traje od jedne radnje do sljedeće. Radnja se često ponavlja kroz nove likove u intervalima od dvije godine. Jedino što može zaustaviti sapunicu je pad gledanosti. U takvim slučajevima se često, zbog smanjenja budžeta, radnja prekida iako priča nije zaokružena ("Models Inc.", "Colbyjevi", "Central Park West" itd.).
Kod uobičajenih TV-serija radnja svake epizode je individualna i nezavisna od druge epizode, nema cliffhangera i radnja je zaokružena.

### Tematike u telenovelama
Telenovele se rado služe motivima iz bajki. Jedan od najomiljenijih motiva je "Snjeguljica" (zla maćeha ili svekrva zagorčava život dragoj djevojci) ili varijacije Pepljuge (siromašna djevojka u potrazi za srećom se zaljubi u bogatog mladića). Podjednako se proizvode telenovele s suvremenim sadržajem koje iz kritične perspektive prikazuju moderno društvo i položaj karijerista u istom. Rado se koristi motiv poigravanja razlikama između bogatih i siromašnih. Rasni konflikti se npr. obrađuju u Telemundovoj telenoveli "Ciganke" (Gitanas) gdje su Romi glavni likovi. Peruanska serija Ahora o nunca {Sad ili nikad) govori o dvije sestre zaljubljene u istog muškarca. Brazilska telenovela "Klon" bavi se ljubavlju između muslimanke Jade i katolika Lucasa; zloupotreba droge i kloniranje su također dio radnje. U telenovelama "Obiteljske veze" i "Moja rođakinja Ciela" (Mi prima Ciela) glavne junakinje boluju od leukemije. Dok su glavne junakinje u telenovelama "Zagrli me čvrsto" (Abrazame Muy Fuerte) i "Esmeralda" slijepe, u telenoveli "Cristal" se obrađuje tema raka dojke. "Yo soy Betty, la fea" je kolumbijska uspješnica koja izbacuje ljepše djevojke iz centra priče i kao glavnu junakinju stavlja neatraktivnu, ružnu djevojka. "Ničija djeca" (Los hijos de nadie) proučava težak život djece s ulice. Serija "Ništa osobno" (Nada personal) tematizira visoku stopu kriminala u Meksiku. "Macho muškarci" (Machos) kao glavne likove ima muškarce s različitim pogledima na život i različitim ciljevima. Zadnju epizodu te telenovele je na Canal 13 u Čileu pratilo 60% gledatelja.  Argentinska tinejdžerska telenovela "Rebelde Way" je također postigla ogroman uspjeh.
Dok većina latinoameričkih produkcija i dalje forsira stereotipne tematike, brazilske produkcije se znatno razlikuju. Oni su unijeli inovacije i često se bave škakljivim temama. Na brazilskoj televiziji Rede Globo raspored telenovela je sljedeći:
18:00 sati – emitiraju se povijesne novele, priče iz vremena kolonijalizacije, ropstva, vremena integracije, obično su romantizirane (npr. "Mala gospođica", "Snaga želje").
19:00 sati – emitiraju se komične novele, suvremene priče (Boja grijeha, Kobre i gušteri).
20:00 sati – glavna novela od koje se uvijek očekuje najbolja gledanost. Spektar tema je širok i mjenja se od serije do serije. Socijološki kritične teme kao pobačaj, hendikepiranost, Downov sindrom, korupcija, zloupotreba droge, kriminal, prostitucija, diskriminacije zbog spolne opredjeljenosti, boje kože i porijekla (Klon, Tropski raj, Svijet slavnih, Dva lica).

## Produkcija telenovela

### Pristupanja snimanju, tehnike
Produkciji telenovela se pristupa na dva moguća načina:
- Prvi je uveo Meksikanac Valentin Pimstein. On radi s „otvorenim scenarijem“. Prvobitno se snimi oko 30 do 50 epizoda, pa se tijekom emitiranja provode ankete među gledateljima. Tako autori mogu mijenjati radnju, uvoditi nove likove na zahtjev gledatelja.

- Druga metoda je također ideja jednog Meksikanca - Ernesta Alonsa. Telenovela se snimi u cjelini. Zbog dobre reakcije publike naknadno se mogu dosnimiti epizode koje se ubace u sredinu serije. Produkcije s lošom gledanosti se međutim mogu skratiti kako ne bi blokirale atraktivne termine.

Latinoameričke telenovele su često visokobudžetne, te se izdvaja velika svota novca za scenografiju, kostime, šminku i stil glumaca. Također se često snima na vanjskim lokacijama i pridaje pažnja kadrovima s prirodnim ljepotama.
Telenovele moraju držati korak s paralelnim, svakodnevnim emitiranjem. To zahtijeva drukčije metode nego kod običnih srija. Kuće s izuzetno visokom produkcijom koriste tzv. "šaptače". Glumci i glumice imaju bubicu u uhu preko koje im šaptač došaptava tekst, mimiku i gestikulaciju. Glumci su tako pošteđeni uvježbavanja teksta i čestog ponavljanja neuspješnih scena. U drugom uhu se nalazi mikrofon. To sprječava dugotrajne naknadne sinkronizacije, u slučaju problema s tonskim zapisom. U prosjeku se kod latinoameričkih telenovela na dan mora snimiti 43-50 minuta gotovog materijala za televizijsko emitiranje. Kod sapunica, koje se proizvode u SAD-u, je apsolutni maksimum 25 minuta na dan. Za obične serije, koje se emitiraju jednom tjedno se za jednu epizodu od 45-50 minuta snima oko 5 dana (10-12 minuta gotovog materijala na dan).
U većini slučajeva je tim autora zadužen za scenarij. Obično jedan autor zacrta osnovnu liniju radnje, dok ostali pisci raznorazne spletke dodaju iz epizode u epizodu. Manje produkcije koriste konvencionalne metode i naruče scenarij kod samo jednog autora. Dosta redatelja sudjeljuje na snimanju telenovela. Tako se paralelno snima na različitim setovima, što dovodi do znatne uštede vremena.
Danas se telenovele često snimaju na tvrdi disk, umjesto na traku, što ide u prilog brzom tempu rada i rokovima čekanja zbog naknadnog digitaliziranja i dorađivanja u studiju otpadaju.
Rede Globo (Brazil) i Televisa (Meksiko) su vodeće u ovom biznisu, te godišnje proizvedu sveukupno od 12-16 telenovela. 80% njihovih telenovela se izvozi. 

### Važne produkcijske kuće
- Televisa i TV Azteca (Meksiko)
- Rede Globo, Rede Record i SBT (Brazil)
- RCTV i Venevisión (Venezuela)
- RCN i Caracol (Kolumbija)
- Telefé i Pol-Ka (Argentina)
- Univisión i Telemundo (SAD)

## Promocija telenovela
Pred početak neke telenovele obično se sprovode reklamne kampanje u latinoameričkim državama. Puštaju se promo materijali u reklamnim blokovima aktualnih telenovela, koriste se tiskovni mediji kao magazini, časopisi, pa i reklamni plakati u gradu, na autocesti, na internetu. Većina država je preuzela ovu dobro osmišljenu taktiku promocije.
Jako bitnu ulogu igra i naslovna pjesma. Melodija pri promociji mora biti lako pamtljiva i imati jak efekt prepoznavanja. Mnoge naslovne pjesme iz telenovela su dostigle visoke pozicije na glazbenim top listama (npr. "Mi Destino Eres tu" (Lucero), "Hoy" (Gloria Estefan) i "Nunca te Olvidare" (Enrique Iglesias)). U središtu radnje telenovela "Rebelde Way" i "Rebelde" su tinejdžerske glazbene skupine "ErreWay" i "RBD". Brazilska novela "Klon" je koristila pjesme izvođača kao Shakira, Andrea Bocelli, Sting, Elton John, Sarah Brightman, Lara Fabian i ostalih. Telenovela "Maćeha" je za naslovnu pjesmu imala "Viveme" Laure Pausini. Tiziano Ferro je pak otpjevao "Alucinado" za venezuelansku telenovelu "La Invasora". 
U svim zemljama u kojima su telenovele popularne izlaze i specijalni časopisi. Vodeći časopis o telenovelama u Meksiku je "TVyNovelas". Ovaj magazin izdaje Televisa i štampa se od 1979. godine. U Srbiji se prodaje časopis "TV Novele". Sadržaj tih časopisa obuhvaća reportaže sa snimanja, najave novih serija, pregled novih epizoda, postere, intervjue i mnogo više.
Meksička kuća Televisa je mnoge telenovele iz vlastite produkcije izdala na DVD. Najčešće su dostupni titlovi na nekoliko jezika. U mnogim državama se nude i licencirani DVD-i, kao na srpskom tržištu. Omiljeni nosači zvuka, s melodijama iz telenovela, su također u ponudi.

### Događaji oko telenovela
Meksički časopis "TVyNovelas" od 1981. godine održava godišnju priredbu "Gala Premios TVyNovelas" na kojoj se nagrađuju najbolja telenovela, najbolja glavna glumica, najbolji glavni glumac, najbolja naslovna pjesma, najbolji scenarij itd. Sličnu priredbu u Brazilu održava magazin "Contigo!" koji nagrađuje najbolje u 13 kategorija. U Južnoj Americi ove manifestacije uživaju ugled kao dodjela Emmya u SAD.
Od 2003. se godišnje održava "Sajam Telenovela" u Cannesu. Ovdje se promoviraju nove produkcije i dodjeljuju se nagrade.

### Poznate prerade telenovela
Telenovela s najviše prerada je kolumbijska "Yo soy Betty, la fea" snimana 1999. – 2001. godine. Uspjeh je bio velik, te je uskoro dobila i nastavak "Ecomoda". Scenarij je prodan u Rusiju ("Не родись красивой"), Nizozemsku ("Lotte"), Meksiko ("Ružna ljepotica", "El amor no es como lo pintan"), Indiju ("Jassi Jaissi Koi Nahin"), Njemačku ("Verliebt in Berlin"), Grčku ("Maria i Aschimi"), Izrael ("Esti Ha'mechoeret"), Španjolsku ("Yo soy Bea"), Hrvatsku i Srbiju u koprodukciji ("Ne daj se, Nina"), Češku ("Ošklivka Katka"), Tursku ("Sensiz Olmuyor"), Belgiju ("Sara"), Poljsku ("Brzydula"), Vijetnam ("Co Gai Xau Xi"), Filipine ("I ♥ Betty la fea") i SAD ("Ružna Betty"). Kineska verzija "Chou Nu Wu Di" se upravo snima. Mnoge produkcije su se poslužile Bettyinim formatom, te su tako snimljene "Mi Gorda Bella" (Venezuela), "La Mujer en el Espejo" (Kolumbija/SAD), "Dame Chocolate" (Kolumbija/SAD), "Patito Feo" (Argentina) i "Tudo por amor" (Portugal).
Telenovela "Esmeralda" ima četiri verzije, dvije iz Meksika (1972. i 1997.), jednu u Venezueli (1984.) i jednu u Brazilu (2004.). Meksička verzija iz 1997. je 1998. godine nagrađena kao najbolja telenovela 1997. godine na gala svečanosti magazina "TVyNovelas".
Hit telenovela  "Rubi"autorice Yolande Vargas Dulché je prvi put snimljena 1968. i imala je 53 epizode. 1970. je uslijedio film "Rubi""  po istom scenariju. 2004. Televisa je snimila novu verziju u 115 epizoda, te je ta verzija nagrađena kao "najbolja telenovela 2004." od strane magazina "TVyNovelas".
Argentinska tinejdžerska telenovela "Rebelde Way" ima niz remakeova. Najuspješnija među njima je meksička verzija "Rebelde".
Stopama uspjeha "Betty la fea" krenula je i argentinska telenovela "LaLola" iz 2007. godine u kojoj se glavni junak, tipični ženskaroš, preko noći nađe u ženskom tijelu.

## Europska telenovela
Ogroman uspjeh uvoznih telenovela je ohrabrio mnoge produkcijske kuće da se i same okušaju na tom teritoriju.
Prva ruska telenovela se zvala Anastazijа" (Bednaya Nastja), snimljena 2003. i 2004. u suradnji "Amedia" i "Sony Picturesa". Telenovela čija se radnja odvija u 19. stoljeću je i van granica bivše SSSR pobrala pozitivne kritike.
Od studenog 2004. godine, kada je njemačka producentska kuća Grundy UFA u suradnji s kućom TeamWorx lansirala prvu njemačku telenovelu „Bianca - put do sreće“ (Bianca - Wege zum Glück) na tržištu njemačkog govornog područja se ovaj serijski format pojavljuje sve češće. Uspjeh Biance je ohrabrio kanal ZDF da pod nazivom "Wege zum Glück nastave s ovom telenovelom u kojoj se svake godine mjenja glavni par. 
Grundy UFA je proizvela i „Zaljubljeni u Berlinu“ (Verliebt in Berlin), uspješnu telenovelu na njemačkom tržištu. U pitanju je adaptacija kolumbijske telenovele "Yo soy Betty, la Fea". Priča o ružnoj tajnici Lisi Plenske je više puta produžavana, te je umjesto prvobitnih 225 epizoda snimljeno čak 645. "Oluja ljubavi" (Sturm der Liebe) je također doživjela veliki uspjeh. 

### Telenovele s hrvatskog govornog područja
U Hrvatskoj je AVA produkcija u suradnji s HRT-om 2004. godine snimila prvu hrvatsku telenovelu, Villa Maria. Režiju je vodila Meksikanka Alicia Carvajal, zajedno s Stankom Crnobrnjom. Villa Maria je imala ukupno 160 epizoda. Nazivi sljedećih telenovela kuće AVA su bili: Ljubav u zaleđu (2005., 175 epizoda), Obični ljudi (2006., 170 epizoda),  i Ponos Ratkajevih (2007., 180 epizoda). Sve ove telenovele su također emitirane na HRT-u, a s kojima je AVA učvrstila svoj poziciju na tržištu. Kako bi hrvatske telenovele i na susjednom srpskom tržištu bile što bolje prihvaćene redovito su angažirani i srpski glumci. U prve dvije telenovele je AVA, pored glazbenih zvijezda Jelene Rozge i Petra Graše ugostila i meksičke zvijezde. Omar Germenos i Gloria Peralta glumili su u nekoliko epizoda Villa Marije, a Juan Pablo Medina i Paola Toyos u Ljubav u zaleđu. 
Od 2008. godine, AVA produkcija više ne surađuje s HRT-om, te je HRT naručio telenovelu kod produkcijske kuće "Ring Multimedija". To je bio prvi put, da se u Hrvatskoj neka druga kuća okušala na tom polju poslije AVE. Telenovela nazvana "Sve će biti dobro" krenula je od jeseni 2008. na HRT-u, a zbog velike popularnosti je i produžena, te je na kraju imala 180 epizoda.. Godinu dana kasnije, odnosno 2009. godine, HRT je emitirao i "Dolinu sunca", također u produkciji Ring Multimedije, a koja je bila još uspješnija te je imala čak 210 epizoda. U međuvremenu, AVA produkcija je 2008. godine snimila telenovelu "Zakon ljubavi" u suradnji s Novom TV, ali koja je doživjela neuspjeh zbog loše gledanosti te nakon samo 60 epizoda skinuta s programa.
Danas se snimanjem telenovela u Hrvatskoj uglavnom bave Nova TV i RTL. Najduža hrvatska telenovela je "Kumovi", snimana od 2022. do 2024. godine u produkciji Nove TV, a s 423 epizode, to je također i druga najduža serija ikada snimljena u Hrvatskoj.

## Utjecaj telenovela na društvo
Telenovele su znatno doprinijele zdravstvenoj edukaciji u latinoameričkim državama. Također su doprinijele emancipaciji žena, jer ih najčešće prikazuju kao prosvijećene i jake ličnosti. Lik majke je u pričama obično centralan i pozitivan. Sve češće se prave telenovele s muškim i tinejdžerskim glavnim likovima.
U argentinskoj telenoveli "Jednostavno Maria" (Simplemente Maria) Irma Roy glumi mladu majku Mariju, koja se u nadi za boljom zaradom seli iz provincije u velegrad. Kada zatrudni, životni saputnik je napušta. No ona se i dalje obrazuje i paralelno radi kao krojačica da bi preživjela. Istraživanja su pokazala da je tijekom emitiranja telenovele drastično porasla prodaja šivaćih strojeva tvrtke Singer i da je kontinuirano uvećan broj prijava za tečajeve obrazovanja odraslih ljudi.
Tijekom emitiranja telenovele "Obiteljske veze" (u kojoj junakinja boluje od leukemije) munjevito su porasle donacije krvi, koštane srži i organa. Jedno istraživanje, koje je povodom tog fenomena sprovedeno, nazvano je „Camilin efekt“, po glavnoj junakinji telenovele. Na početku emitiranja ove telenovele mjesečno je registrirano 20 novih darivatelja koštane srži. Kad je u seriji snažno forsirana tema leukemije, broj novih mjesečnih registracija donatora je porastao na 900.
Meksička TV Azteca u svojim telenovelama koristi teme koje inače nikada ne bi imale šansu da se o njima otvoreno govori na meksičkoj televiziji. Između ostalog, u jednoj telenoveli obrađen je slučaj predsjedničkog kandidata Luisa Donalda Colosija Murriete, ubijenog 1994., pod promijenjenim imenom. Korumpirani političari su često služili kao negativni primjeri. Da bi izbjegli tinejdžerski kult i da bi druge grupe ljudi također bile predmet zbivanja, TV Azteca je češće uvrštavala likove srednjih godina u svoje serije. Začete su teme kao propali brakovi i život poslije toga, veze sa znatno mlađim ili znatno starijim partnerom i druge moralne tabu teme. Žene na visokim pozicijama koje se u poslovnom svijetu uspijevaju izboriti protiv zavidnih muškaraca su se sve češće pojavljivale. Istraživanja su dokazala da publika viših društvenih statusa, s višim obrazovanjem i boljim kvalifikacijama preferira produkcije TV Aztece u odnosu na Televisine. Pored "Nada personal", TV Azteca je imala veliki uspjeh s telenovelama "Pogled žene" (Mirada de Mujer) i "Kad budeš moja" (Cuando seas Mia).
Činjenica da je u Ekvadoru prekinuto službeno zasjedanje parlamenta zbog posljednje epizode telenovele Yo soy Betty, la fea dokazuje veliki društveni značaj koji telenovele zauzimaju u latinoameričkoj kulturi.
Pored svih pozitivnih i simpatičnih efekata bilo je i nekih ekstremnih nuspojava vezanih za ovaj žanr.
U Mađarskoj je nekim gledateljima teško pala razlika između fikcije i realnosti. Skupina ljudi je skupila 75.000 dolara i poslala ih brazilskom veleposlanstvu da bi oslobodili Robinju Isauru.
U Hrvatskoj je zabilježeno da je netko bio uplatio misu za Eden i Cruza iz serije Sante Barbare.
Najgori slučaj dogodio se u Brazilu 1992. godine kada je glumac Guilherme Padua ubio kolegicu iz telenovele "De Corpo e Alma" Danielu Perez. Naime, Guilherme i Daniela su u seriji tumačili ljubavni par, no u nadolazećim epizodama trebali su se rastaviti. Ljubomorni Guilherme, opsesivno zaljubljen u Danielin lik, ubio je kolegicu na brutalan način i njeno tijelo odbacio u blizini brazilske favele.
Kada je Kassandra, glavni lik istoimene telenovele, greškom optužena za ubojstvo, građanska inicijativa srpskog mjesta Kučeva je poslala pismo venezuelanskoj vladi i bivšem predsjedniku Srbije, Slobodanu Miloševiću, u kojem su tvrdili i zahtijevali: "Mi znamo da je Kassandra nevina – oslobodite je optužbe!". U susjednoj BiH gledatelji su bili zgroženi kada je "Kassandra" naprasno nestala s malih ekrana. Američki State Department je priskočio u pomoć i zamolio gospodina Antonija Paeza iz "Coral Picturesa" za savjet.
Nakon istrage, ustanovljeno je da bosanskohercegovačka televizija nikada nije kupila prava emitiranja za Kassandru. Priznali su da su preuzimali signal jedne druge televizije iz regije, a kada to više nije bilo izvodljivo, morali su seriju skinuti s programa. Pošto je gospodinu Paezu bilo jasno u kakvoj je situaciji ta televizija bila u devedesetim godinama, poklonio joj je svih 150 epizoda "Kassandre. Zbog nezapamćene euforije koju je ova telenovela izazvala u susjednoj Srbiji, glumci Coraima Torres (Kassandra) i Henry Soto (Randú) su posjetili zemlju.
Najpopularnije telenovele u Hrvatskoj su bile one sredinom 90-ih i početkom 2000. godine. Riječ je o telenovelama "Emperatriz", "I bogati plaču", "Marisol", "Esmeralda", "Otimačica" i "Naša zemlja". Zvijezde telenovela, Saul Lisazo, Gabriela ŠpaniĆ, Thiago Lacerda, Fernando Carrillo, Leticia Calderon, posjetili su Hrvatsku i tako promovirali svoje telenovele.

## Telenovela iz perspektive kritičara
Protivnici telenovela često kude idealizirani, imaginarni svijet koji one stvaraju u svojim pričama. Po shvaćanjima kritičara te serije su, sa svojim glamuroznim scenografijama i uvijek lijepim, dotjeranim glumcima, daleko od svakodnevnog života.
Jedna od glavnih meta kritičara su likovi, koji se pojavljuju, a nerijetko nalikuju karikaturama sa stereotipnim osobinama. Umjesto da ih prikazuju s više aspekata, oni ih navodno svode na jednodimenzionalne osobine, tako da na kraju ostaju samo klišeji (dobrota-zloba, ljubav-mržnja, velikodušnost-zavist).
Mnogi psiholozi smatraju da publika koristi telenovele za bijeg iz stvarnosti. S gledišta kritičara, blješteći svijet u telenovelama treba utješiti žitelje sirotinjskih naselja i pomoći im da prebrode socijalnu nejednakost, nepravdu i nasilje. Ako mnogi nesretni i od sudbine kažnjeni likovi dožive pravdu, onda gledanost primjetno raste.
Meksičke telenovele se najviše prepoznaju po sterotipnim likovima i providnom radnjom. Učestali motiv je lijepa devojka koja se zaljubljuje u bogatog muškarca, dok njegova obitelj pokušava sasjeći tu vezu u korijenu. Međutim, kritičari primjećuju, da su brazilske telenovele kvalitetnije, imaju razrađenije likove i inovativnije sadržaje.
Najoštrije kritike upućene europskim telenovelama su navodno loša adaptacija. Meksička redateljica Alicia Carvajal je bila zadovoljna scenarijom prve hrvatske telenovele Villa Maria, ali je ipak imala druge zamerke: "U Villa Maria stalno se puši i pije, a tako nešto je nezamislivo u meksičkim serijama, jer u toj zemlji shvaćaju edukativnu snagu telenovela koje se koriste kako bi mladi bili usmjereni u pravom smjeru".
Njemačkim produkcijama predbacuju što se rade po modelu scenarija i režije sapunica, a ne telenovela. Tako je novinarka Melanie Ruprecht napisala za list Die Zeit: „Najveća pogreška je ta, što se ovaj žanr odbacuje kao besmislen i plitak. U latinoameričkim državama je on važan i ima značajnu društvenu funkciju. „Zaljubljeni u Berlinu“ (Verliebt in Berlin) će međutim u najboljem slučaju iznjedriti dvije nove šlagerske zvijezde.“
Šef produkcijske kuće UFA Grundy, Rainer Wemcken, ovaj slučaj međutim gleda na sasvim drugi način. On smatra da se strane telenovele na njemačkom tržištu ne mogu ukorijeniti i kaže: „Ako jedna telenovela treba osigurati dobru gledanost, onda mora biti Made in Germany“.

## Zanimljivosti
- Sa 605 epizoda „Mundo de juguete“ (1974. – 1977., Meksiko) drži rekord kao najduža latinoamerička telenovela.
- Sjedište TV stanice Televisa u San Angelu (grad Meksiko) je 19. rujna 1985. pogodio jak potres. Mnogi originalni zapisi telenovela su tada uništeni.
- Mnoge poznate glumice i pjevačice su svoju karijeru započele glumeći u telenovelama.
  - Thalía (Quinceanera, Maria Mercedes, Marimar, Maria la del Barrio, Rosalinda)
  - Shakira  (El Oasis)
  - Paulina Rubio (Pasion y Poder, Baila Conmigo, Sirota mala bogatašica)
  - Patricia Manterola (Acapulco, dušom i tijelom, Gente Bien, Ljubav na kocki)
  - Salma Hayek (Un Nuevo Amanecer, Teresa)
- Za ulogu Camile, djevojke oboljele od leukemije, glumica Carolina Dieckmann je morala sasvim ošišati svoju dugu plavu kosu odnosno doslovno se ošišati se na ćelavo.
- "O Clone" je dijelom sniman u Maroku i bila je prva produkcija koja se prikazivala na američkoj televiziji s engleskim titlovima.

## Poznate telenovele

### Hrvatske telenovele
- Villa Maria (2004. – 2005.)
- Ljubav u zaleđu (2005. – 2006.)
- Obični ljudi (2006. – 2007.)
- Ponos Ratkajevih (2007. – 2008.)
- Ne daj se, Nina (2007. – 2008.)
- Zakon ljubavi (2008.)
- Sve će biti dobro (2008. – 2009.)
- Najbolje godine (2009. – 2011.)
- Dolina sunca (2009. – 2010.)
- Pod sretnom zvijezdom (2011.)
- Larin izbor (2011. – 2013.)
- Ruža vjetrova (2011. – 2013.)
- Zora dubrovačka (2013. – 2014.)
- Tajne (2013. – 2014.)
- Vatre Ivanjske (2014. – 2015.)
- Kud puklo da puklo (2014. – 2016.)
- Zlatni dvori (2016. – 2017.)
- Prava žena (2016. – 2017.)
- Čista ljubav (2017. – 2018.)
- Na granici (2018. – 2019.)
- Pogrešan čovjek (2018. – 2019.)
- Drugo ime ljubavi (2019. – 2020.)
- Dar mar (2020. – 2021.)
- Kumovi (2022. – danas)

## Vanjske poveznice
- The Evolution of the (Tele)Novela in Brazil  Arhivirana inačica izvorne stranice od 8. srpnja 2007. (Wayback Machine) (engl.)